# Vintersorg
Vintersorg is een metalband uit Skellefteå,  Zweden. De voorloper van Vintersorg, Vargatron ("Wolfstroon"), werd in 1994 opgericht. Maar na twee jaar liet de drijvende kracht achter deze band, Andreas Hedlund (a.k.a. Vintersorg), het voor het was en ging in zijn eentje verder. Het is dan ook met name een eenmansproject, alhoewel de gitarist, Mattias Marklund, inmiddels wel als volwaardig lid van de band wordt gezien. Vintersorgs stijl wordt wel omschreven als episch en post-black metal. Het stemgeluid is over het algemeen wat minder zwaar dan de bekende metal grunt. De teksten gaan over onderwerpen als fantasie, mythologie en astrologie.
Andread Hedlund is naast zijn activiteiten bij Vintersorg ook actief als zanger bij Borknagar. Hij helpt ook bij Havayoth. Een van zijn andere projecten, Otyg, is in 2003 gestopt.
Vintersorg betekent "Winterverdriet". In de boeken van Margit Sandemo, de Isfolket serie, is het karakter Vintersorg een groot leider.

## Bandleden
- Andreas Hendlund (Vintersorg) - Zang, Gitaar, Keyboard
- Vargher - Keyboard, Elektronica
- Mattias Marklund - Gitaar
- Steve DiGiorgio - Bas
- Asgeir Mickelson - Drum

## Discografie
- Hedniskhjartad EP (1998) | Napalm
- Till Fjalls (1998) | Napalm
- Odemarkens Son (1999) | Napalm
- Cosmic Genesis (2000) | Napalm
- Visions From The Spiral Generator (2002) | Napalm
- The Focusing Blur (2004) | Napalm
- Solens Rötter (2007) | Napalm